# Zołotogorka (rejon charowski)
Zołotogorka (ros. Золотогорка) – wieś w Rosji, w rejonie charowskim obwodu wołogodzkiego. W 2021 r. była niezamieszkana.